# Język chuuk
Język chuuk, dawniej także truk – język trukański należący do języków mikronezyjskich, używany przez Chuukańczyków w mikronezyjskim stanie Chuuk.
Jest zapisywany alfabetem łacińskim.